# Omarion

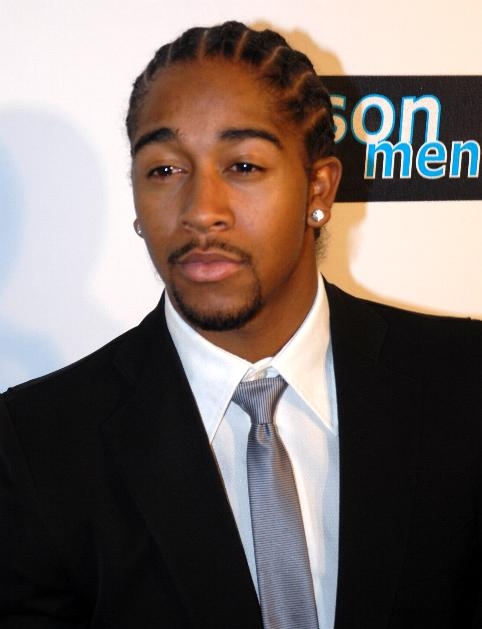
Omarion (2007)

Omari Ishmael Grandberry (* 12. November 1984 in Inglewood, Kalifornien), besser bekannt als Omarion, ist ein US-amerikanischer R&B-Sänger und Schauspieler. Bekanntheit erlangte er als Leadsänger der Boygroup B2K.

## Werdegang
Omari Ishmael Grandberry wuchs als Sohn von Leslie und Trent Grandberry in Inglewood auf. Er ist der älteste von sieben Geschwistern. Sein jüngerer Bruder O’Ryan und sein Stiefbruder Marques Houston sind ebenfalls Sänger. Bereits im Alter von fünf Jahren begann er zu singen und hatte später Werbeauftritte für Kellogg’s und McDonald’s.
Seine musikalische Karriere begann im Jahr 2001, als er zusammen mit Dreux „Lil' Fizz“, Frederic
DeMario „Raz-B“ Thornton und Jarell „J-Boog“ Houston die Band B2K gründete. Nach der Auflösung im Jahr 2004 begann Omarion seine Solokarriere. Des Weiteren spielte er in mehreren Kinofilmen und Fernsehserien mit. Der bekannteste Film war Streetstyle (You got Served), an dessen Fortsetzung Backdown er gerade arbeitet.
Im Jahr 2005 gewann er einen BET Award in der Kategorie Viewer's Choice Award für sein Debütalbum „O“, für das er auch bei der Grammyverleihung 2006 in der Kategorie Best Contemporary R&B Album nominiert war.
Für das Jahr 2012 hat Omarion ein Lied mit der bekannten japanischen Sängerin Kumi Kōda aufgenommen. Das Lied heißt „Slow“ und ist auf dem Album „Japonesque“ (von Kumi Kōda) erhältlich. Besonders ist, dass zum Lied auch noch ein Musikvideo gedreht wurde.
Von April bis Mai 2021 nahm Omarion als Yeti an der fünften Staffel der US-amerikanischen Version von The Masked Singer teil, bei der er im Halbfinale den vierten Platz belegte. In einer Folge der 13. Staffel präsentierte er einen Hinweis zum Kandidaten Stud Muffin (Method Man).

## Diskografie

### Studioalben
| Jahr | Titel        | Höchstplatzierung, Gesamtwochen, AuszeichnungChartplatzierungen (Jahr, Titel, Platzierungen, Wochen, Auszeichnungen, Anmerkungen) | Höchstplatzierung, Gesamtwochen, AuszeichnungChartplatzierungen (Jahr, Titel, Platzierungen, Wochen, Auszeichnungen, Anmerkungen) | Höchstplatzierung, Gesamtwochen, AuszeichnungChartplatzierungen (Jahr, Titel, Platzierungen, Wochen, Auszeichnungen, Anmerkungen) | Höchstplatzierung, Gesamtwochen, AuszeichnungChartplatzierungen (Jahr, Titel, Platzierungen, Wochen, Auszeichnungen, Anmerkungen) | Höchstplatzierung, Gesamtwochen, AuszeichnungChartplatzierungen (Jahr, Titel, Platzierungen, Wochen, Auszeichnungen, Anmerkungen) | Anmerkungen                             |
| Jahr | Titel        | DE | AT | CH | UK | US | Anmerkungen                             |
| ---- | ------------ | --- | --- | --- | --- | --- | --------------------------------------- |
| 2005 | O            | — | — | — | — | US1 Gold · (30 Wo.)US | Erstveröffentlichung: 22. Februar 2005  |
| 2006 | 21           | — | — | — | UK24 (5 Wo.)UK | US1 (16 Wo.)US | Erstveröffentlichung: 26. Dezember 2006 |
| 2010 | Ollusion     | — | — | — | — | US19 (8 Wo.)US | Erstveröffentlichung: 8. Januar 2010    |
| 2014 | Sex Playlist | — | — | — | — | US49 (27 Wo.)US | Erstveröffentlichung: 2. Dezember 2014  |

### Kollaborationen
| Jahr | Titel    | Höchstplatzierung, Gesamtwochen, AuszeichnungChartplatzierungen (Jahr, Titel, Platzierungen, Wochen, Auszeichnungen, Anmerkungen) | Höchstplatzierung, Gesamtwochen, AuszeichnungChartplatzierungen (Jahr, Titel, Platzierungen, Wochen, Auszeichnungen, Anmerkungen) | Höchstplatzierung, Gesamtwochen, AuszeichnungChartplatzierungen (Jahr, Titel, Platzierungen, Wochen, Auszeichnungen, Anmerkungen) | Höchstplatzierung, Gesamtwochen, AuszeichnungChartplatzierungen (Jahr, Titel, Platzierungen, Wochen, Auszeichnungen, Anmerkungen) | Höchstplatzierung, Gesamtwochen, AuszeichnungChartplatzierungen (Jahr, Titel, Platzierungen, Wochen, Auszeichnungen, Anmerkungen) | Anmerkungen                                         |
| Jahr | Titel    | DE | AT | CH | UK | US | Anmerkungen                                         |
| ---- | -------- | --- | --- | --- | --- | --- | --------------------------------------------------- |
| 2007 | Face Off | — | — | — | — | US11 Gold · (13 Wo.)US | Erstveröffentlichung: 11. Dezember 2007 mit Bow Wow |

### EPs und Mixtapes
- 2011: The Awakening
- 2012: Care Package
- 2013: Care Package 2
- 2015: Care Package 3

### Singles
| Jahr | Titel Album                              | Höchstplatzierung, Gesamtwochen, AuszeichnungChartplatzierungen (Jahr, Titel, Album, Platzierungen, Wochen, Auszeichnungen, Anmerkungen) | Höchstplatzierung, Gesamtwochen, AuszeichnungChartplatzierungen (Jahr, Titel, Album, Platzierungen, Wochen, Auszeichnungen, Anmerkungen) | Höchstplatzierung, Gesamtwochen, AuszeichnungChartplatzierungen (Jahr, Titel, Album, Platzierungen, Wochen, Auszeichnungen, Anmerkungen) | Höchstplatzierung, Gesamtwochen, AuszeichnungChartplatzierungen (Jahr, Titel, Album, Platzierungen, Wochen, Auszeichnungen, Anmerkungen) | Höchstplatzierung, Gesamtwochen, AuszeichnungChartplatzierungen (Jahr, Titel, Album, Platzierungen, Wochen, Auszeichnungen, Anmerkungen) | Anmerkungen                                                            |
| Jahr | Titel Album                              | DE | AT | CH | UK | US | Anmerkungen                                                            |
| ---- | ---------------------------------------- | --- | --- | --- | --- | --- | ---------------------------------------------------------------------- |
| 2004 | O                                        | — | — | — | UK47 (3 Wo.)UK | US27 Gold + Gold (Mastertone) · (20 Wo.)US                                                                                               | Erstveröffentlichung: 17. Juli 2004                                    |
| 2004 | Touch O                                  | — | — | — | — | US94 (3 Wo.)US | Erstveröffentlichung: 1. Oktober 2004                                  |
| 2005 | I’m Tryna O                              | — | — | — | — | — | Erstveröffentlichung: 6. April 2005                                    |
| 2006 | Entourage 21                             | — | — | — | UK58 (3 Wo.)UK | US78 (5 Wo.)US | Erstveröffentlichung: 3. Juli 2006                                     |
| 2006 | Ice Box 21                               | DE40 (9 Wo.)DE | — | — | UK14 Silber · (13 Wo.)UK | US12 Gold + Gold (Mastertone) · (21 Wo.)US                                                                                               | Erstveröffentlichung: 31. Oktober 2006 Produdent: Timbaland            |
| 2007 | Cut Off Time Feel the Noise (Soundtrack) | — | — | — | — | — | Erstveröffentlichung: 11. September 2007 feat. Kat DeLuna              |
| 2007 | Girlfriend Face Off                      | — | — | — | — | US33 (15 Wo.)US | Erstveröffentlichung: 12. Oktober 2007 mit Bow Wow                     |
| 2007 | Hey Baby (Jump Off) Face Off             | — | — | — | — | — | Erstveröffentlichung: 25. Dezember 2007 mit Bow Wow                    |
| 2009 | I Get It In Ollusion                     | — | — | — | — | US83 (7 Wo.)US | Erstveröffentlichung: 24. November 2009 feat. Gucci Mane               |
| 2010 | Speedin’ Ollusion                        | — | — | — | — | — | Erstveröffentlichung: 12. Januar 2010                                  |
| 2010 | Last Night (Kinkos) Ollusion             | — | — | — | — | — | Erstveröffentlichung: 2010 feat. Snoop Dogg                            |
| 2011 | Cut A Rug The Awakening                  | — | — | — | — | — | Erstveröffentlichung: 13. September 2011                               |
| 2012 | Let’s Talk Self Made Vol. 2              | — | — | — | — | — | Erstveröffentlichung: 26. Juni 2012 feat. Rick Ross                    |
| 2013 | Paradise —                               | — | — | — | — | — | Erstveröffentlichung: 18. März 2013                                    |
| 2013 | Know You Better Self Made Vol. 3         | — | — | — | — | — | Erstveröffentlichung: 20. August 2013 feat. Pusha T und Fabolous       |
| 2014 | You Like It Sex Playlist                 | — | — | — | — | — | Erstveröffentlichung: 2. Dezember 2014                                 |
| 2014 | Post to Be Sex Playlist                  | — | — | — | UK74 Platin · (16 Wo.)UK | US13 ×6Sechsfachplatin · (37 Wo.)US | Erstveröffentlichung: 11. November 2014 feat. Chris Brown & Jhené Aiko |
| 2015 | I’m Up Reasons                           | — | — | — | — | — | Erstveröffentlichung: 18. Juni 2015 feat. Kid Ink und French Montana   |
| 2015 | I’m Sayin Reasons                        | — | — | — | — | — | Erstveröffentlichung: 20. November 2015 feat. Rich Homie Quan          |
| 2016 | I Ain’t Even Done Reasons                | — | — | — | — | — | Erstveröffentlichung: 2016 feat. Ghostface Killah                      |
| 2017 | Distance –                               | — | — | — | — | — | Erstveröffentlichung: 10. Februar 2017                                 |

### Als Gastmusiker
| Jahr | Titel Album            | Höchstplatzierung, Gesamtwochen, AuszeichnungChartplatzierungen (Jahr, Titel, Album, Platzierungen, Wochen, Auszeichnungen, Anmerkungen) | Höchstplatzierung, Gesamtwochen, AuszeichnungChartplatzierungen (Jahr, Titel, Album, Platzierungen, Wochen, Auszeichnungen, Anmerkungen) | Höchstplatzierung, Gesamtwochen, AuszeichnungChartplatzierungen (Jahr, Titel, Album, Platzierungen, Wochen, Auszeichnungen, Anmerkungen) | Höchstplatzierung, Gesamtwochen, AuszeichnungChartplatzierungen (Jahr, Titel, Album, Platzierungen, Wochen, Auszeichnungen, Anmerkungen) | Höchstplatzierung, Gesamtwochen, AuszeichnungChartplatzierungen (Jahr, Titel, Album, Platzierungen, Wochen, Auszeichnungen, Anmerkungen) | Anmerkungen                                               |
| Jahr | Titel Album            | DE | AT | CH | UK | US | Anmerkungen                                               |
| ---- | ---------------------- | --- | --- | --- | --- | --- | --------------------------------------------------------- |
| 2005 | Let Me Hold You Wanted | DE35 (9 Wo.)DE | — | — | UK27 (11 Wo.)UK | US4 (24 Wo.)US | Erstveröffentlichung: 11. März 2005 Bow Wow feat. Omarion |

### Videoalben
- 2005: Scream Tour IV: Heartthrobs Live (mit Bow Wow, US: Gold)

## Auszeichnungen für Musikverkäufe
| Goldene Schallplatte - Dänemark - 2025: für die Single Post to Be - Neuseeland - 2013: für die Single Ice Box - 2024: für das Album Sex Playlist Platin-Schallplatte - Neuseeland - 2022: für die Single Let Me Hold You - 2023: für die Single Distance | 2× Platin-Schallplatte - Neuseeland - 2022: für die Single Post to Be |

Anmerkung: Auszeichnungen in Ländern aus den Charttabellen bzw. Chartboxen sind in ebendiesen zu finden.
| Land/RegionAuszeichnungen für Musikverkäufe (Land/Region, Auszeichnungen, Verkäufe, Quellen) | Silber  | Gold       | Platin       | Verkäufe  | Quellen              |
| -------------------------------------------------------------------------------------------- | ------- | ---------- | ------------ | --------- | -------------------- |
| Dänemark (IFPI)                                                                              | —       | Gold1      | —            | 45.000    | ifpi.dk              |
| Neuseeland (RMNZ)                                                                            | —       | 2× Gold2   | 4× Platin4   | 135.000   | radioscope.co.nz NZ2 |
| Vereinigte Staaten (RIAA)                                                                    | —       | 7× Gold7   | 6× Platin6   | 9.050.000 | riaa.com             |
| Vereinigtes Königreich (BPI)                                                                 | Silber1 | —          | Platin1      | 800.000   | bpi.co.uk            |
| Insgesamt                                                                                    | Silber1 | 10× Gold10 | 11× Platin11 |           |                      |

## Filmografie

### Filme
- 1997: Good Burger
- 2004: Street Style (You Got Served)
- 2004: Fat Albert
- 2005: The Proud Family Movie
- 2007: Somebody Help Me
- 2007: Feel the Noise
- 2010: Wrong Side of Town

### Fernsehserien
- 2004: The Bernie Mac Show
- 2004: One on One
- 2005: Cuts
- 2009: Kourtney & Khloe Take Miami S1 E6
- 2010: America’s Best Dance Crew (Jury)